# サイフリート・ヴァイス
サイフリート・ヴァイス  （ 独: Seifriet Weiße、 発音上は　ザイフェルト・ワイセ　）は、日本のテレビアニメ『超時空騎団サザンクロス』に登場する架空の人物。

## サザンクロス
グロリエ軍に回収された敵の赤い指揮官用バイオロイド（前期 II 型改。ゾル軍名称：ジスタ・デュール）と思われる機体に搭乗していたパイロットで、素性はグロリエの第2衛星アルス（いわゆる月）基地の兵士で、基地が襲撃された際に敵に捕らえられ洗脳されていた。第10話でグロリエ側の手に落ち、13話から元友軍兵士ということで、監視の意味も含めてジャンヌ少尉の第15分隊の預かりとなる。その際、デス達ゾル軍指揮官により脳内にチップを埋め込まれ、無意識のうちにコントロールされ、グロリエ軍の内情を探るためのスパイとされる。このため、後に人間であったときの記憶を取り戻した彼は、復讐の感情に突き動かされて行動に走る。

## ロボテック
ハーモニーゴールド USA 社（Harmony Gold USA）がライセンス取得、同一世界の異なる時代と世代を描いた、連続する一つの大河ストーリーとして1985年3月4日  より、アメリカ合衆国や南米諸国連合　( UNASUR ) , さらには フランスほかの国々で放送された翻案、再編集された作品である『ロボテック』版の世界では、ゾア・プライムとして新たに定義を付け加えられて登場する。
ゾル人はプロトカルチャーの末裔であるロボテック・マスターズの別名とされ、彼らの遠い祖先達は遙かな過去において、銀河帝国とも言える強大な文明圏を誇った。
「ゾア・プライム」の遺伝子提供者（ジーン・ドナー）であるオリジナルの「ゾア・デリルダ」は、プロトカルチャーの末裔である衛星「ティロル」　(Tirol)　の主要国家「テイレシア」の科学者としてインビッド （Invid） の原初の故郷である「ツプツム」は恒星系の惑星オプテラにおいて、49万7,500 年前（年代根拠）に生命の花という強力なエネルギーを発見し、これを利用して巨人族ゼントラーディ人を生み出した創造主として、ゾル人たちの歴史の中に永く伝えられていた。
支配者であるデス達は生命の花の秘密を知るために、自らの身体と意識そのものをマトリックス活性化の 暗号鍵 とした「ゾア・デリルダ」の意識と記憶を発掘（サルベージ）レストアする必要を感じ、これを探るために、特別な手法で製造されたクローンを作成する。これが『ロボテック・マスターズ』本編に登場する　ゾア・プライム 、日本版でのサイフリート・ヴァイスに相当する人物であり、物語前半は戦場指揮官用の赤色塗装のバイオロイドのパイロットとして、作品中盤以降は、捕らわれた地球人（≒グロリエ人）に偽装して送り込まれたスパイという複雑な設定を持った登場人物としての役割を演じる。
独立した個としての人格と、クローニングの原型となった遺伝子提供者（ドナー）の記憶再生現象は彼を苦しめ、更に自らが気づかない内に、地球人の動向を探るスパイとして使われた彼は、複雑な感情の渦と激情による復讐の感情の相克に苛（さいな）まれることとなる。
最終話に至ってオリジナルの「ゾア・デリルダ」の記憶を取り戻した彼は、1個の人間として、そして彼の遺伝子提供者の叶えられなかった意志の実行者として、ゾル軍指揮官「デス・デラ・デミ」を倒し、自らの命を代償として生命の花を破壊することで、インビッドの来襲を防ごうとするが、皮肉にもそれが花の胞子の惑星全土への拡散を招き、地球へのインビッドの来襲を招く結果となる。　
詳細は、ロボテック漫画
- エターニティ（Eternity）、
- アカデミー社（Academy）
- 南極出版社（Antarctic Press）
- ワイルドストーム社（Wildstorm)

の各記載を参照のこと。声の出演はポール・セント・ピーター　（Paul St. Peter）。